# Hrvatski parlamentarni izbori 1995.
| ██ HDZ (75) ██ HSLS (12) ██ SDP (10) ██ HSP (4) | ██ Koalicija: HSS-IDS-HNS-HKDU-SBHS (18) ██ Ostale stranke i nezavisni zastupnici (8) |

Izbori zastupnika u Zastupnički dom Sabora Republike Hrvatske održani su 29. listopada 1995. godine.
Mandat postojećeg saziva trebao je isteći godinu dana kasnije, odnosno 1996., međutim vladajuća Hrvatska demokratska zajednica i predsjednik Tuđman nastojali su maksimalno iskoristiti nacionalnu euforiju nakon Operacije Oluje i hrvatske vojne uspjehe u susjednoj Bosni i Hercegovini. Zastupnički dom je raspušten, ali je prije toga donio novi izborni zakon koji je izmijenio izborni sustav kako bi dodatno poboljšao rezultat vladajuće stranke.
Izborni proces nije mogao uključiti najistočnije dijelove Hrvatske jer se krajem 1995. godine o mirnoj reintegraciji hrvatskog Podunavlja tek pregovaralo.
Po novom zakonu, 28 zastupnika se biralo po većinskom sistemu u izbornim jedinicama, dok se 80 zastupnika biralo proporcionalno s državnih lista, s time da je izborni prag povećan na 5 %.
Novina u zakonu je bila povećanje izbornog praga za zajedničke liste više stranaka - 8 % za koaliciju dvije i 11 % za koaliciju tri ili više stranaka. Ta su pravila bila donesena kako bi odvratile male opozicijske stranke da se udruže, odnosno da ih natjeraju da nastupaju pojedinačno, pri čemu bi mnoge od njih završile ispod cenzusa, te tako propalim glasovima donijeli dodatne mandate najjačoj stranci.
Dok je 12 mjesta zadržano za hrvatsku dijasporu, broj mjesta rezerviranih za etničke manjine se smanjio. 

## Izborni rezultati
Sažetak izbornih rezultata
|                                                                                 |                                      | Državne liste | Državne liste | Državne liste | Državne liste | Pojedinačne izborne jedinice | Pojedinačne izborne jedinice | Hrvatska dijaspora | Hrvatska dijaspora | Ukupno (uključujući mjesta za nacionalne manjine | Ukupno (uključujući mjesta za nacionalne manjine | Promjena |
| Stranke i koalicije                                                             | Stranke i koalicije                  | Glasova       | %             | Mjesta        | %             | Mjesta                       | %                            | Mjesta             | %                  | Mjesta                                           | %                                                | %        |
| ------------------------------------------------------------------------------- | ------------------------------------ | ------------- | ------------- | ------------- | ------------- | ---------------------------- | ---------------------------- | ------------------ | ------------------ | ------------------------------------------------ | ------------------------------------------------ | -------- |
| Hrvatska demokratska zajednica                                                  | Hrvatska demokratska zajednica       | 1.093.403     | 45,23         | 42            | 52,50         | 21                           | 75,00                        | 12                 | 100,00             | 75                                               | 59,06                                            | -2.53    |
| Koalicija:                                                                      | Hrvatska seljačka stranka            | 441.390       | 18,26         | 16            | 20,00         | 2                            | 7,14                         | 0                  | 0,00               | 18                                               | 14,17                                            |          |
| Koalicija:                                                                      | Istarski demokratski sabor           | 441.390       | 18,26         | 16            | 20,00         | 2                            | 7,14                         | 0                  | 0,00               | 18                                               | 14,17                                            |          |
| Koalicija:                                                                      | Hrvatska narodna stranka             | 441.390       | 18,26         | 16            | 20,00         | 2                            | 7,14                         | 0                  | 0,00               | 18                                               | 14,17                                            |          |
| Koalicija:                                                                      | Hrvatska kršćanska demokratska unija | 441.390       | 18,26         | 16            | 20,00         | 2                            | 7,14                         | 0                  | 0,00               | 18                                               | 14,17                                            |          |
| Koalicija:                                                                      | Slavonsko-baranjska hrvatska stranka | 441.390       | 18,26         | 16            | 20,00         | 2                            | 7,14                         | 0                  | 0,00               | 18                                               | 14,17                                            |          |
| Hrvatska socijalno-liberalna stranka                                            | Hrvatska socijalno-liberalna stranka | 279.345       | 11,55         | 10            | 12,50         | 2                            | 7,14                         | 0                  | 0,00               | 12                                               | 9,45                                             | -0.69    |
| Socijaldemokratska partija Hrvatske                                             | Socijaldemokratska partija Hrvatske  | 215.839       | 8,93          | 8             | 10            | 2                            | 7,14                         | 0                  | 0.00               | 10                                               | 7,87                                             | -0.10    |
| Hrvatska stranka prava                                                          | Hrvatska stranka prava               | 121.095       | 5,01          | 4             | 5,00          | 0                            | 0,00                         | 0                  | 0,00               | 4                                                | 3,15                                             | -0.47    |
| ostali                                                                          | ostali                               | 266.302       | 11,1          | 0             | 0,00          | 1                            | 3,57                         | 0                  | 0,00               | 8                                                | 6,30                                             |          |
| Total                                                                           | Total                                |               |               | 80            | 100,00        | 28                           | 100,00                       | 12                 | 100,00             | 127                                              | 100,00                                           |          |
| nevažećih listića                                                               | nevažećih listića                    | 82.666        |               |               |               |                              |                              |                    |                    |                                                  |                                                  |          |
| glasova                                                                         | glasova                              | 2.500.040     |               |               |               |                              |                              |                    |                    |                                                  |                                                  |          |
| registriranih birača                                                            | registriranih birača                 | 3.634.233     |               |               |               |                              |                              |                    |                    |                                                  |                                                  |          |
| Izvori: IDS-DDI web site, Izvješće 23 Izborne komisije Republike Hrvatske (PDF) |                                      |               |               |               |               |                              |                              |                    |                    |                                                  |                                                  |          |

## Vanjske poveznice
- Zakon o izbornim jedinicama za Zastupnički dom Sabora Republike Hrvatske (NN 68/1995), NN 77/1995 - ispravak, NN 82/1995 - ispravak.
- Izmjene i dopune zakona o izboru zastupnika u Sabor Republike Hrvatske (NN 68/1995)